# Geoffrey Hull
Pour les articles homonymes, voir Hull.
Geoffrey Stephen Hull, né le 6 septembre 1955, est un linguiste, ethnologue et historien australien, qui a fait des contributions importantes pour l'étude des langues romanes, celtiques, slaves, sémites, austronésiennes (comme le tétoum de Timor oriental) et papoues ainsi que, en particulier, sur la relation entre langue et culture. 

## Biographie
D'ascendance anglaise et écossaise du côté paternel, sa famille maternelle appartenait à la communauté latine de l'Égypte (d'origine mixte maltaise, vénitienne, triestine et française), qui a quitté le pays pendant la période de nationalisation de la post-guerre (1946-1957). Il a grandi familiarisé avec la grande variété de langues parlées dans sa famille élargie (français, maltais, et divers dialectes romans de l'Italie, l'occitan, le slovène, le grec et l'arabe). 

### Éducation et trajectoire académique
Hull a étudié les arts, dans le sens anglo-saxon (lettres et sciences sociales ou humaines), à l'université de Sydney (1974-1982), en obtenant une thèse de doctorat en linguistique historique, basée sur ses recherches dialectologues en Italie du Nord et en Suisse. Sa thèse de doctorat, est une reconstruction de la langue padane subjacente aux dialectes gallo-italiques, vénitiens et rhéto-romans modernes. Avant de compléter le doctorat, il a réalisé aussi des études de philosophie et de théologie à l'Aquinas Academy de Sidney. Dans sa carrière académique Hull a enseigné la linguistique et les langues européennes modernes et classiques dans diverses universités australiennes : université de Sydney, université de Melbourne, université de Wollongong et dans d'autres institutions d'enseignement supérieur australiennes ; il est aussi un lexicographe professionnel et un traducteur qui travaille en plus de une douzaine de langues. Actuellement[Quand ?] il est professeur adjoint à l'université Macquarie, à Sydney.

### Réalisations au Timor oriental et travail en faveur de la langue tétoum
Dans les années 1990 il a aidé les leadeurs du Timor oriental en exil dans la tâche de standardisation de la langue tétoum en créant une gamme de ressources linguistiques et littéraires pour celle-ci et pour autres langues du Timor oriental, alors sous occupation indonésienne,,.Il a été aussi membre d'une délégation pro-droits humains organisée par l'Australian Catholic Social Justice Council, qu'a visité le pays en 1997, en moyen d'une escalade de violence, et il a fait un rapport aux Nations unies, à la Commission de droits de l'homme de l'Indonésie, au Gouvernement de l'Australie et au Vatican. 
En septembre 1999, Hull a déposé devant le Sénat australien sur les abus dont il a été témoin au Timor oriental pendant ses visites antérieures De 2001 à 2007, il était directeur de recherches et publications de l'Institut national de linguistique, l'autorité linguistique nationale de l'État indépendant de Timor oriental. Il a été l'organisateur, principal auteur et éditeur du dictionnaire national de tétoum et il est fondateur et corédacteur de la revue académique Estudos de Linguas e Culturas de Timor-Leste. 
Ses services pour les langues de Timor oriental sont de la plus grande importance, et ils ont été valorisés par l'Administration transitoire des Nations unies au Timor oriental, sous la guide, de décembre 1999 à mai 2002, du brésilien Sérgio Vieira de Mello. 
Par son travail fondamental en faveur du tétoum, Geoffrey Hull est comparable avec des personnalités comme Koldo Mitxelena pour le basque, de Eliézer Ben Yehoudah pour l'hébraïque, d'Ivar Aasen et de Knud Knudsen pour le norvégien, de Johannes Aavik pour l'estonien, de Tares Shevchenko pour l'ukrainienne, etc.

### Autres intérêts
En dehors de la linguistique, Geoffrey Hull est connu pour ses travaux sur des questions religieuses, principalement les causes historiques et l'impact socio-culturel des réformes de l'église dans le décennie des années 1960 sur l'Église catholique latine et les traditions orientales catholiques. 